# داستان‌های عجیب و غریب (فیلم)
داستان‌های عجیب و غریب (انگلیسی: Freaky Tales) یک فیلم کمدی اکشن آمریکایی محصول سال ۲۰۲۴ به نویسندگی و کارگردانی آنا بودن و رایان فلک با بازی پدرو پاسکال، جی الیس، نورمانی، دامینیک تورن، بن مندلسون، جک چمپین و کیر گیلکریست است.

## خلاصه داستان
این فیلم چهار داستان به هم پیوسته را به تصویر می‌کشد که در مکان‌های واقعی و در طول رویدادهای تاریخی واقعی در سال ۱۹۸۷ اوکلند، کالیفرنیا اتفاق می‌افتند.

## تولید
فیلمبرداری در ۱۴ نوامبر ۲۰۲۲ آغاز شد و در ۱۲ ژانویه ۲۰۲۳ در اوکلند به پایان رسید.

## انتشار
این فیلم برای اولین بار در جشنواره فیلم ساندنس ۲۰۲۴ در ۱۸ ژانویه ۲۰۲۴ به نمایش درآمد. اندکی قبل از نمایش، ددلاین هالیوود گزارش داد که لاینزگیت پس از خرید انترتینمنت وان، که سرمایه‌گذاری فیلم را تأمین می‌کرد، حقوق پخش فیلم را داشت، اگرچه هنوز این احتمال وجود داشت که توزیع‌کننده علاقه‌مند دیگری بتواند آن را خریداری کند. این فیلم قرار است توسط لاینزگیت در ۴ آوریل ۲۰۲۵ منتشر شود.

## بازخوردها
- در جمع‌آوری نقد راتن تومیتوز از ۴۳ رای منتقد با میانگین امتیاز ۶٫۲ از ۱۰ به فیلم نقد مثبت دادند و امتیاز «تازه» را برای آن به ارمغان آوردند. اجماع منتقدان این وب‌سایت می‌گوید: «جسورانه، خنده‌دار، و در کل سرگرم‌کننده، داستان‌های عجیب و غریب، یک قطعه دوره‌ای پر جنب و جوش و خوش‌بازی است که به سبک چیزی را می‌سازد که در محتوای روایی فاقد آن است».[۸]
- در متاکریتیک، فیلم بر اساس رای ۱۶ منتقد، میانگین وزنی امتیاز ۵۸ از ۱۰۰ را به خود اختصاص داده است که نشان‌دهنده «بررسی‌های مختلط یا متوسط» است.[۹]